# أمل أقوى من البحر
أمل أقوى من البحر هو كتاب من تأليف ميليسا فليمنغ حول تجارب اللاجئة السورية دعاء الزامل التي نجت من حادثة غرق سفينة المهاجرين في مالطا عام 2014.

## الإصدار
صدرت الرواية عن دار فليت في عام 2017. للكاتبه ميليسا فليمنغ، المتحدثة باسم المفوضية السامية للأمم المتحدة لشؤون اللاجئين.

## ملخص
يبدأ الكتاب ببداية حياة دعاء الزامل، عندما نشأت في درعا، سوريا. والتي كانت تتمتع بطفولة سعيدة، وتعيش في منزل العائلة، حتى اندلاع الحرب الأهلية السورية. بعدها تهرب عائلتها إلى مصر حيث تخطب لبسام. في مصر، يدفعا المال لمهربين لنقلهم إلى أوروبا، عندما يستقلان قاربًا مع 500 لاجئ آخر. ينقلب القارب في البحر الأبيض المتوسط، ويغرق جميع الركاب باستثناء أحد عشر راكبًا. من ضمنهم دعاء الزامل، وتفقد خطيبها.

## استقبال نقدي
كتبت جيني سوير في صحيفة كريستيان ساينس مونيتور عن قدرة فليمنغ على سرد القصة الشخصية وتأطيرها في أزمة اللاجئين الأوسع. ووصفت هانا سوليل، التي تكتب في صحيفة فاينانشيال تايمز، الكتاب بأنه "جذاب ومؤثر".